# De glazen doodskist
De glazen doodskist of De glazen kist is een sprookje uit Kinder- und Hausmärchen, de verzameling van de gebroeders Grimm, met als nummer KHM163. De oorspronkelijke naam is Der gläserne Sarg.

## Het verhaal
Een arme kleermaker kan het soms ver schoppen als hij het geluk maar kan grijpen. Een brave kleermaker komt in een bos en klimt in een grote eik om te slapen. Gelukkig heeft hij zijn strijkijzer mee, want anders had de wind hem weggeblazen. Na een paar uur in de duisternis ziet hij een lichtje en klimt naar beneden. Hij komt bij een klein huisje van riet en biezen en klopt aan, waarna een oud grijs mannetje open doet. Hij draagt een jas met bonte lappen en hij stuurt de kleermaker weg, maar na enkele smeekbeden laat hij de onverwachte gast toch binnen. De kleermaker krijgt eten en mag slapen in een uitstekend bed, hij wordt wakker van een gebrul door de muren van het huis. Hij ziet een zwarte stier vechten met een mooi hert en de stier wordt afgemaakt. Het hert rent op de kleermaker af en schept hem op zijn gewei.
De kleermaker heeft het gevoel dat hij vliegt en geeft zich aan zijn lot over, ze komen bij een rotswand en de kleermaker is meer dood dan levend. Het hert stoot met zijn gewei tegen een deur in de rotswand en vurige vlammen slaan naar buiten en door de rook ziet de kleermaker het hert niet meer. De kleermaker hoort een stem die hem uitnodigt binnen te komen en hij gaat door de ijzeren deur naar binnen. Muren, plafonds en de vloer zijn glanzend geslepen en er staan tekens die de kleermaker niet kent. De stem vertelt dat hij in de steen in het midden van de zaal moet gaan staan, dan zal hem veel geluk wachten. De steen zakt langzaam omlaag en de kleermaker ziet in een andere zaal nog meer moois.
Er zijn nissen met flessen van doorzichtig glas, ze zijn gevuld met spiritus of blauwe rook. Er staan twee grote glazen kisten, in de één staat een kasteel met bijgebouwen, stallen en schuren en alles is klein. In de andere kist ziet hij een mooi meisje met lang blond haar als kostbare mantel. Ze ziet de kleermaker en roept dat haar bevrijding nabij is, ze vraagt hem de grendel van de kist te halen. Ze trekt een wijde mantel aan en gaat zitten op een steen en kust de jongeman. De kleermaker is haar gemaal en ze zal hem overladen met alle aardse goederen in zijn verdere leven. Ze vertelt dat ze de dochter van een rijke graaf is en haar ouders stierven jong, haar oudere broer voedde haar op en ze hielden van elkaar.
Ze besloten nooit te trouwen, maar bij elkaar te blijven en er was nooit gebrek aan gezelschap in het huis. Een vreemdeling kwam naar het kasteel en vroeg een bed voor de nacht en hij werd gastvrij ontvangen. De broer vroeg de gast enkele dagen te blijven en 's nachts werd de vrouw wakker van muziek en ze ontdekt dat ze als in een nachtmerrie niet meer kan praten. Ze zag de vreemdeling in haar kamer komen, terwijl de deuren gesloten waren en hij vertelt dat hij met zijn toverkracht binnen is gekomen om zijn hand en hart aan te bieden. Ze zwijgt alleen en de man wil zich wreken. De volgende dag wil de vrouw haar broer waarschuwen, maar hij is al met de vreemdeling op jacht gegaan. Ze gaat met een dienaar naar het bos en het paard van de dienaar valt en breekt zijn nek.
De vrouw gaat alleen verder en ziet de vreemdeling naar haar toe komen met een mooi hert aan een teugel, het dier huilt. Ze schiet op de vreemdeling, maar de kogel ketst af op zijn borst en raakt haar paard in het hoofd. De vrouw valt neer en de vreemdeling mompelt enkele woorden, waarna ze bewusteloos raakt. Ze wordt wakker in een glazen kist in de onderaardse grot en de tovenaar vertelt haar daar dat haar broer in een hert is veranderd. Het kasteel is gekrompen en staat als miniatuur in de andere glazen kist. Haar dienaren zijn in rook veranderd en ze zijn in die staat in flessen gestopt en als ze zijn wens vervult, zal alles weer normaal worden. Opnieuw zwijgt de vrouw en de vreemdeling verdwijnt, waarna de vrouw in een diepe slaap valt.
Toen de vrouw haar ogen weer opende, zag ze de kleermaker en haar droom was vervuld. Ze tillen de glazen kist met het kasteel op een brede steen en de steen gaat omhoog. Ze gaan vanuit de andere zaal naar buiten en de jonkvrouw haalt het deksel van de kist. Het kasteel, huizen en boerderijen krijgen hun natuurlijke omvang terug en het tweetal keert terug naar de ondergrondse grot om de flessen te halen. De flessen worden geopend en de blauwe rook verandert in mensen. Dan komt haar broer uit het bos, hij heeft de tovenaar gedood in de gedaante van een stier. Diezelfde dag staan de gelukkige kleermaker en de jonkvrouw voor het altaar om in het huwelijk te treden.

## Achtergronden bij het verhaal
- Het sprookje is naar een verhaal uit de roman Das verwöhnte Mutters-Söhngen (1728) van Sylvanus.
- De literaire oorsprong is zichtbaar gebleven, alhoewel het verhaal ook sprookjesmotieven kent (zoals de glazen kist en een meisje dat in haar eigen haren is gehuld).
- In het sprookje zijn elementen uit de alchemie aanwezig, zoals ook in De geest in de fles (KHM155)
- Een meisje is ook in haar eigen haren gehuld in Het kind van Maria (KHM3).
- Zie ook Sneeuwwitje (KHM53) voor de glazen kist.
- Een mens omgetoverd als dier komt voor in bijvoorbeeld De kikkerkoning (KHM1), De twaalf broeders (KHM9), Broertje en zusje (KHM11), De drie mannetjes in het bos (KHM13), De drie veren (KHM63), De gauwdief en zijn meester (KHM93), De groente-ezel (KHM122), De ijzeren kachel (KHM127), Het lammetje en het visje (KHM141), Het boshuis (KHM169) en De kristallen bol (KHM197).
- Het kleine, grijze of oude mannetje treedt vaak op als helper van de mens, maar kan ook boosaardig zijn. Denk ook aan een kabouter, dwerg, gnoom, trol of onderaardse geest. Zie hiervoor ook De drie mannetjes in het bos (KHM13), Het zingende botje (KHM28), De kabouters (KHM39), Repelsteeltje (KHM55), De bijenkoningin (KHM62), De gouden gans (KHM64), Het aardmanneke (KHM91), Het water des levens (KHM97), De geest in de fles (KHM99), De jood in de doornstruik (KHM110), Vogel Grijp (KHM165), Sterke Hans (KHM166) en De geschenken van het kleine volkje (KHM182).
- Een kleermaker (naait uit kleine lapjes het levenslot aan elkaar) is vaak degene met slimheid en opgewektheid, hij vindt voor alles een oplossing. Zie ook Het dappere snijdertje (KHM20), De kleermaker in de hemel (KHM35), Tafeltje dek je, ezeltje strek je en knuppel uit de zak (KHM36), Duimpje de wereld in (KHM45), De twee reisgezellen (KHM107), Het snuggere snijdertje (KHM114), Lief en leed samen delen (KHM170), De geschenken van het kleine volkje (KHM182) en De reus en de kleermaker (KHM183).